# 大垣英明
大垣 英明（おおがき ひであき）は、日本の工学者。京都大学エネルギー理工学研究所教授。

## 人物・経歴
福岡大学附属大濠高等学校を経て、1983年九州大学理学部物理学科卒業。1985年九州大学大学院総合理工学研究科修士課程エネルギー変換工学専攻修了。1988年九州大学大学院総合理工学研究科博士課程エネルギー変換工学専攻修了、工学博士。京都大学エネルギー理工学研究所エネルギー生成研究部門教授。

## 受賞
- 1991年 電子技術総合研究所研究業積賞[2]
- 1999年 電子技術総合研究所研究業積賞[2]
- 2000年 日本原子力学会論文賞[2]
- 2014年 The 3rd International Symposium on Fusion Science & Techonology 優秀発表賞[2]
- 2015年 日本原子力学会社会・環境部会賞（優秀発表賞）[2]
- 2019年 日本赤外線学会論文賞[2]